# Rocar De Simon 412
 (mars 2018).
Si vous disposez d'ouvrages ou d'articles de référence ou si vous connaissez des sites web de qualité traitant du thème abordé ici, merci de compléter l'article en donnant les références utiles à sa vérifiabilité et en les liant à la section « Notes et références ».
 (mai 2021).

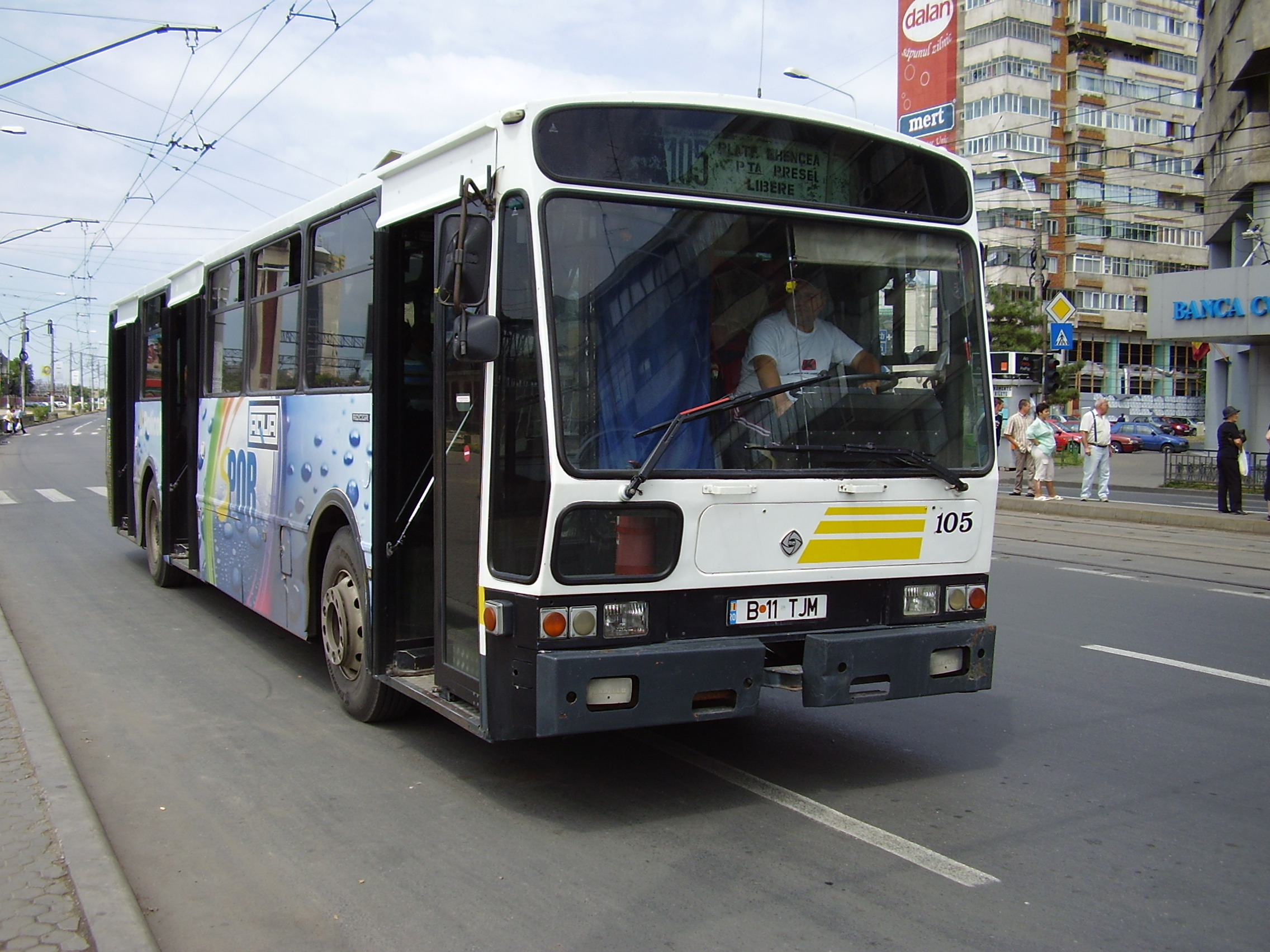
Rocar De Simon UL 70

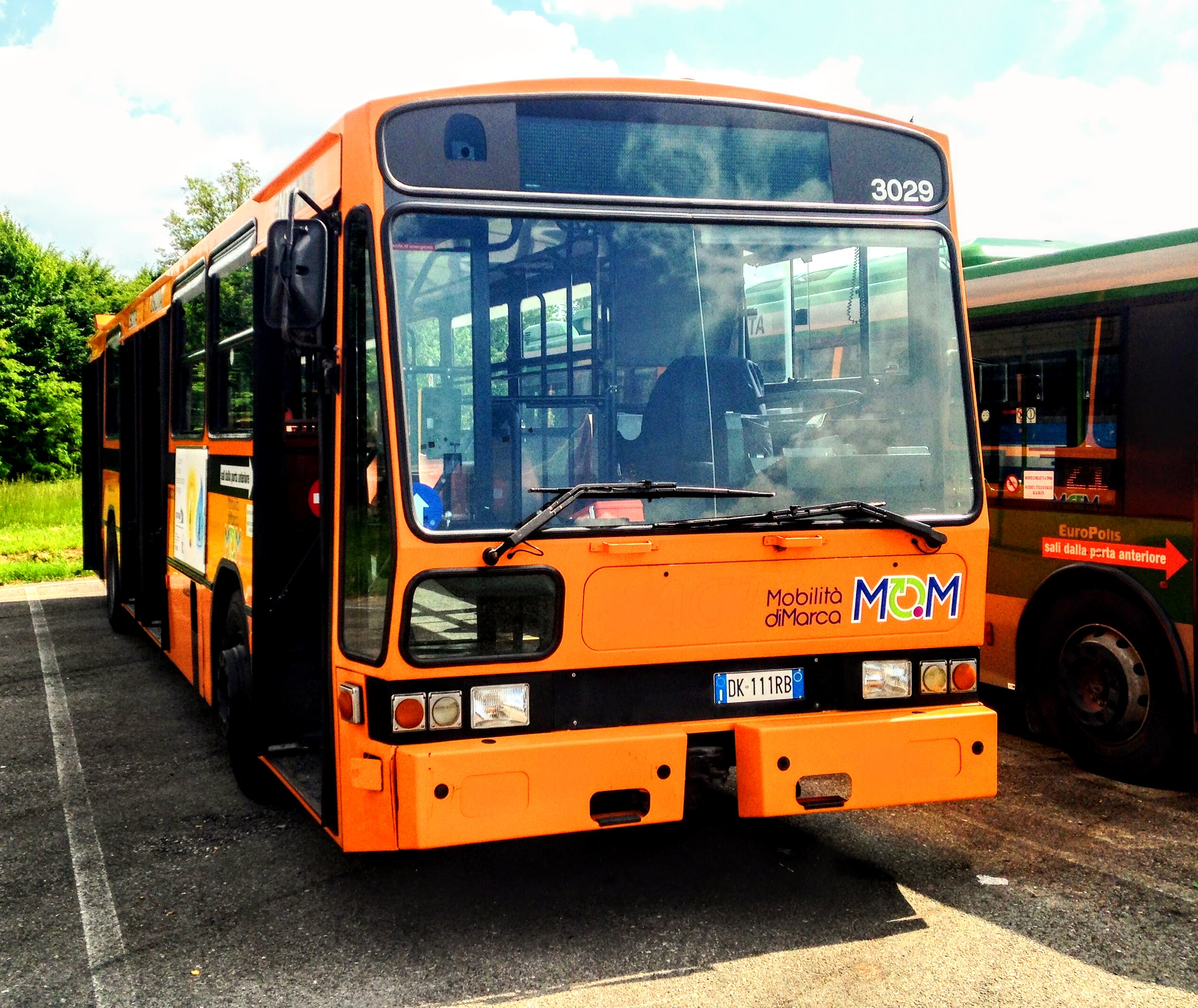
Inbus De simon U240 - modèle de base des Rocar De Simon roumains

Le Rocar De Simon U 412 est une gamme de modèles d'autobus et de trolleybus, conçue par le constructeur italien De Simon Bus en 1986 et construit sous licence par le constructeur roumain Rocar entre 1994 et 2002.

## Histoire
Le Rocar De Simon U 412 a été conçu par le constructeur italien De Simon Bus au milieu des années 1980 et commercialisé dès 1986 sous le nom INBUS U 210 FT-N De Simon. Il était construit sur le châssis Inbus Siccar et utilisait le moteur Fiat 8220.12, un 6 cylindres en ligne de 9,572 cm3 développant 263 Ch Din.
Ce modèle, dans sa seconde version, a été un des tout premiers en Europe à disposer d'un plancher bas et plat sur toute sa longueur. Tous les autobus concurrents conservaient encore une marche au droit de la porte centrale.
Le modèle roumain n'a été vendu qu'en Roumanie, notamment à la compagnie de transports urbains de Bucarest, qui en a compté 356 dans son parc, mais également dans les villes de Brașov, Cluj-Napoca, Craiova, Galați, Oradea et Pitești.

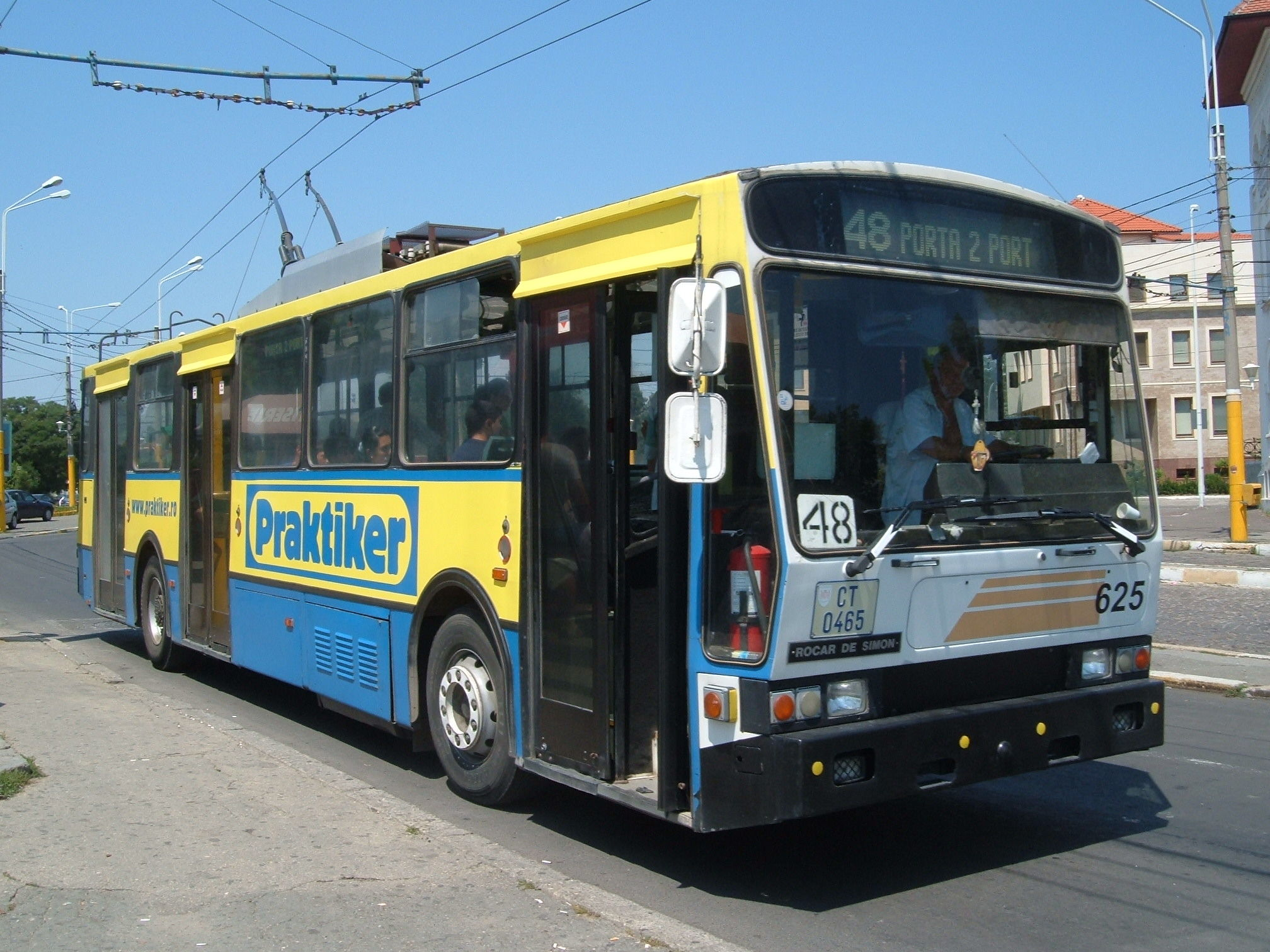
Trolleybus Rocar De Simon U 412E

## Les différents modèles
Le modèle Rocar De Simon U 412 a été fabriqué en 7 versions distinctes :

### Autobus urbains de12 mètres
- Rocar De Simon U412-220 UL70 : Utilisé uniquement par la RATB (Régie des Transports urbains de Bucarest) - 6 véhicules facilement reconnaissables par la fenêtre sous le pare-brise, côté droit. Équipé du moteur MAN D0826 de 220 Ch avec boîte de vitesses automatique Voith. Ce modèle fait partie de la première série Rocar De Simon, construite en 1994.
- Rocar De Simon U412-220 & U412-230 : Très semblable au U 412-220 UL70, mais équipé d'un moteur légèrement plus puissant de 230 Ch. Disposait d'un affichage électronique. Ce modèle a été construit de début 1995 et fin 1996.
- Rocar De Simon U412-260 : Version la plus populaire et la plus importante du Rocar De Simon. Il bénéficiait d'une suspension à commande électronique autorisant le kneeling (la caisse se penche un peu lorsque les portes sont ouvertes pour faciliter l'entrée et la sortie). Cette version a également été mise en service dans les régies de Brasov, Galati, Cluj et Oradea. Construit de fin 1996 à 2002. Quelques exemplaires ont été fabriqués avec une boîte de vitesses manuelle, pour en diminuer le prix.

### Autobus urbain de10,5 mètres
- Rocar De Simon U412-DAF : Seulement deux exemplaires construits pour la RATB. Il peut être facilement reconnu avec son empattement plus court. Il persiste un doute sur ce modèle. Est-ce un modèle neuf ou le remplacement de la carrosserie d'autobus plus anciens ?

### Trolleybus urbain de12 mètres
- Rocar De Simon U412E : 19 trolleybus construits entre mi-1997 et 2002, moteur électrique TN76 de 125-150 kW, exploités par RATB.

### Autocar de12 mètres
- Rocar De Simon I 412-260 deux portes : Carrosserie peinte en vert « militaire ». On a compté deux unités produites, une appartient au Ministère de la Défense et l'autre au Ministère de l'Administration et de l'Intérieur. Autocar équipé de climatisation.

Il semble également que plusieurs autobus urbains U 412 ont été transformés en autocars pour des liaisons interurbaines.